# 시사선데이 가는주 오는주
《시사선데이 가는주 오는주》는 대한민국에서 일요일 오전 9시 40분 ~ 11시 10분에 방송되는 TV조선의 주말 아침 시사 프로그램이다.

## 앵커
- 최영일

## 동시간대 경쟁 프로그램
- TV 동물농장 (SBS)